# ایربی (واشینگتن)
ایربی (به انگلیسی: Irby) یک منطقهٔ مسکونی در ایالات متحده آمریکا است که در شهرستان لینکلن، واشینگتن واقع شده‌است.